# Anthony Limbombe
Anthony Limbombe (Mechelen, 15 de julho de 1994) é um futebolista profissional belga que atua como meia, que atua no Almere City.

## Carreira
Anthony Limbombe começou a carreira no Racing Genk.